# Édgar Adolfo Hernández
Édgar Adolfo Hernández Tellez, noto semplicemente come Édgar Hernández (Reynosa, 27 agosto 1982), è un ex calciatore messicano, di ruolo portiere.

## Carriera
Cresciuto nel settore giovanile del Tigres UANL, ha disputato oltre 150 presenze nella massima divisione messicana.